# 중앙교육연수원
중앙교육연수원(中央敎育硏修院, National Education Training Institute, 약칭: NETI)은 대한민국 교육부의 소속기관이다. 2013년 3월 23일 발족하였으며, 대구광역시 동구 첨단로 80에 위치하고 있다. 원장은 고위공무원단 나등급에 속하는 일반직공무원 또는 장학관으로 보한다.

## 설치 근거 및 소관 업무

### 설치 근거
- 「교육부와 그 소속기관 직제」 제2조제1항[3]

### 소관 업무
- 교육부 소속 공무원, 교육 분야 종사자 및 그 밖의 이해 관계자에 대한 연수
- 연수교육과정의 개발, 연수발전에 관한 연구 및 연수발전 종합계획 수립
- 그 밖에 교육 분야의 각급 연수원과의 교류협력·지원 등

## 연혁
- 1963년 7월 8일: 문교부 소속으로 중앙시청각교육원 설립.[4]
- 1974년 3월 27일: 중앙교육연구원으로 개편.[5]
- 1981년 6월 26일: 중앙교육연수원으로 개편.[6]
- 1985년 8월 12일: 문교부 소속으로 중앙교육평가원 설립.[7]
- 1990년 1월 3일: 교육부 소속으로 변경.[8]
- 1992년 3월 28일: 중앙교육평가원을 국립교육평가원으로 개편.[9]
- 1996년 3월 1일: 국립교육평가원을 중앙교육연수원에 통합.[10]
- 1996년 7월 5일: 교원직무연수기능에 관한 사무를 한국교원대학교에 이관하고 교육행정연수원으로 개편.[11]
- 1999년 1월 1일: 행정자치부 소속 국가전문행정연수원 교육행정연수부로 통합.[12]
- 2005년 1월 1일: 교육인적자원부 소속 교육인적자원연수원으로 분리·독립.[13]
- 2005년 3월 7일: 서울특별시교육연수원 교육동으로 이전.
- 2008년 2월 29일: 교육과학기술부 소속 교육과학기술연수원으로 개편.[14]
- 2013년 3월 23일: 교육부 소속 중앙교육연수원으로 개편.[15]
- 2015년 10월 19일: 대구 신서혁신도시로 이전.

## 조직

### 원장
- 정책연수과[16]
- 교원능력개발과[17]
- 연수지원협력과[16]

## 기타
코로나바이러스감염증-19 유행 시 행정안전부·국방부·보건복지부·대구광역시 등 방역 관계 기관이 합동으로 연수원 내에 '대구1 생활치료센터'를 운영하였다. 코로나 바이러스 경증 환자 160명이 입소할 수 있으며, 경증환자 분류 및 배정 상황에 맞춰 순차적으로 입소할 수 있는 시설이다. 센터에 배치된 17명의 의료인력이 입소자들에게 지속적·주기적 의료 증상 관리 등 필요한 의료서비스를 제공한다.

## 같이 보기
- 대한민국 교육부
- 한국교원대학교 종합교육연수원